# Tycherus suspicax
Tycherus suspicax là một loài tò vò trong họ Ichneumonidae.